# Krzysztof Komeda
Krzysztof Komeda, de son vrai nom Krzysztof Trzcinski est un pianiste, compositeur polonais de musique de film et de jazz, né le 27 avril 1931 et mort le 23 avril 1969,.

## Biographie
Krzysztof Komeda est né en Pologne, à Poznań en 1931.
Selon certaines sources, après avoir appris le piano enfant il intègre le conservatoire de Poznań à l'âge de huit ans (alors que selon Tomasz Stańko, qui estime que Komeda n'était pas un très grand pianiste, il ne savait pas lire la musique).
Au sortir de la Seconde Guerre mondiale, et tout en terminant ses études de médecine puis en exerçant comme laryngologue, il commence à se produire en tant que musicien. Il utilise alors le pseudonyme de Komeda, afin de cacher son activité à ses collègues médecins. Abandonnant la médecine, il joue en 1956 au premier festival de jazz de Sopot avec son sextuor, qui est considéré comme la première formation à jouer uniquement du modern jazz en Pologne. Tomasz Stańko le décrit comme « instinctivement musicien [...] très silencieux et assez fascinant. »
C'est en 1958 qu'il compose sa première musique de film pour le court métrage Deux hommes et une armoire (Dwaj Ludzie z Szafą) de Roman Polanski. Cette rencontre est déterminante pour lui : en dehors de Répulsion, il est l'auteur de toutes les musiques des films de ce réalisateur jusqu'à sa mort en 1969.
Il meurt à Varsovie le 23 avril 1969 des suites d'une mauvaise chute survenue à Los Angeles, aux États-Unis en décembre 1968 (« au terme d’une absurde nuit d’ivresse dans les collines de Beverly Hills » selon Thierry Jousse).

## Carrière

### Musique de films
La musique de film constitue une part importante dans la carrière de Komeda : il a travaillé sur plus d'une soixantaine de films entre 1958 et 1969, notamment ceux de Jerzy Skolimowski. Il se sert de ce travail pour expérimenter, déclarant que cela lui permet d'aller « plus loin que le jazz » et finissant par considérer l'ensemble de la bande son d'un film comme une grande partition où la musique doit s'intégrer.
Le court-métrage Deux Hommes et une armoire (1958) marque les débuts de sa collaboration avec le réalisateur Roman Polanski. À cette époque le jazz était devenu populaire en Pologne, et le groupe de Krzysztof Komeda faisait partie de ceux qui avaient le plus de succès. Polanski estimait que Komeda était en mesure de fournir à son premier court-métrage « un soutien musical approprié - quelque chose de cool et de suffisamment étrange pour souligner l’absurdité du sort [des] personnages. ». Voici en quels termes le réalisateur polonais évoque sa première rencontre avec le compositeur : « Il vint au rendez-vous accompagné de son épouse Zofia, qui fit tous les frais de la conversation. Quant à Komeda lui-même, rouquin binoclard affligé d'une légère claudication - souvenir de la polio -, il se contenta d'écouter. Il paraissait presque méprisant au premier abord, aussi froid que sa musique. Quand j'eus appris à le mieux connaître, je compris que sa réserve était le signe d'une profonde timidité, un vernis sous lequel il cachait sa gentillesse et sa grande intelligence. »  En 1959, Komeda signe une autre partition pour Polanski avec le court-métrage La Lampe, dans lequel l'air de sa musique et le scintillement des guirlandes électriques confèrent à la scène une atmosphère de conte , Les Mammifères, film muet sans dialogues ni bruitages et Quand les anges tombent. En 1962, pour le premier long métrage de Polanski, Le Couteau dans l'eau, il compose une musique free jazzoù l'orchestre se compose d'un piano, d'une contrebasse et d'un saxophone ténor, rappelant peut-être le trio homme, femme et jeune homme du récit. Michel Chion reconnaît dans la bande originale du Couteau dans l'eau l'influence de certains titres du tandem formé par John Coltrane et Mc Coy Tiner : selon M. Chion, cette influence est évidente mais remarquablement utilisée.
En 1965, il écrit la musique d'un film à sketches Les Plus Belles Escroqueries du monde (courts-métrages de Godard, Chabrol entre autres) pour le sketch de Polanski La Rivière de diamants. En 1966, Polanski réalise Cul-de-sac, un huis clos placé sous le signe de Harold Pinter et mélangeant le tragique et le comique. Pour ce film, Komeda compose une bande-son où le thème est interprété par quelques claviers, une batterie, et un saxophone. Les instruments sont variés (percussions, trombone, contrebasse…).
Son travail avec Jerzy Skolimowski, qu'il connaît depuis les années 1950, lorsque ce réalisateur polonais travaillait à la lumière de ses concerts, se fait d'une manière particulière. Skolimowski montre en effet au compositeur un premier montage de son film et exprime durant le visionnage tous les sons qui lui viennent pour faire ressentir ses émotions à Komeda qui enregistre cette séance au magnétophone, pour s'en inspirer lors de la composition.
En 1967, Komeda écrit la partition du film de Polanski, Le Bal des vampires, faisant la part belle à des chœurs envoûtants. Enfin, en 1968, l'une de ses principales composition pour un film hollywoodien est celle du film Rosemary's Baby ; il s'agit de sa dernière collaboration avec son ami le réalisateur Roman Polanski. Cette musique, intrigante et inoubliable selon le critique Thierry Jousse a pour thème musical principal une valse-berceuse, chantée par Mia Farrow. Le reste de la bande originale est, comme pour Le Bal des vampires, composée de voix. Le compositeur a intégré de véritables cris humains "tremblants" à l'intérieur de la musique  : ainsi à la fin du film, lorsque Rosemary (Mia Farrow) découvre l'enfant dans le berceau, des cris musicaux sont émis par la musique.
Les effets musicaux qu'il a trouvés pour les films d'horreur ont souvent été imités par la suite (on peut trouver des ressemblances dans la bande originale d’Alien composée par Jerry Goldsmith).

### Jazz
Komeda n'a jamais interrompu sa carrière de jazzman en tant que telle, effectuant de nombreuses tournées en Europe à la tête de ses ensembles de jazz.
Plusieurs importants jazzmen polonais ont fait partie de ses ensembles : Zbigniew Namyslowski, Michal Urbaniak, Tomasz Stańko et Jan « Ptaszyn » Wroblewski.
En 1965, Kwintet de Komeda enregistre l'album Astigmatic, considéré comme le meilleur disque de jazz polonais.
On peut citer parmi ses compositions Nightime, daytime requiem (en hommage à John Coltrane) ainsi que Jazz and Poetry (un récital de poèmes polonais enregistré en Allemagne en 1967). Il intègre notamment des éléments de musique classique au free jazz.

## Analyse

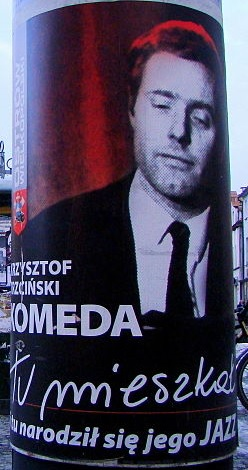
Affiche représentant Komeda en 2010

Le jazz de Komeda est très « européen » et mélodique. Le compositeur affectionne les voix féminines proches de ce qu'on peut trouver en musique contemporaine. Sa musique peut être proche de celle d'André Hodeir, mais en moins cérébrale et où le free-jazz tiendrait la place qu'a chez Hodeir la musique atonale. Il y a chez Komeda des « bouffées de rage » qui viennent détruire « par les dissonances un climat sonore trop rassurant », cet aspect venant sans doute de la confrontation régulière aux abus de pouvoir absurdes du pouvoir polonais auquel il a été confronté.
D'après Tomasz Stańko qui a commencé sa carrière avec Komeda, le compositeur était en musique de films « un constructeur très préoccupé par des problèmes de forme, capable de créer des miniatures aussi bien que des cathédrales », alors qu'en jazz il privilégiait la « liberté et de l’improvisation collective ». Stańko loue sa simplicité, le considérant « capable de créer une mélodie à partir de deux ou trois notes ». Il note son sens de la dramaturgie, son lyrisme, et une pensée loin des clichés. Même s'il lui arrivait d'utiliser des éléments proches de ceux de Miles Davis ou de Coltrane, il les faisait sien en les transformant.
Thierry Jousse estime que, dans les années soixante, les compositions de Krzysztof Komeda sont d'un niveau aussi élevé que celles de Wayne Shorter ou de Herbie Hancock « la fantaisie et la variété d’inspiration en plus. » Il déclare préférer à la bande originale « mythique » de Blow-Up, écrite par Herbie Hancock, la musique « omniprésente » du Départ, elle aussi de 1967. Don Cherry, à la pocket trumpet, y est selon lui « étincelant », et Thierry Jousse ajoute que « de la magnifique chanson interprétée par Christiane Legrand à quelques virages vers la musique contemporaine en passant par de grands moments de cavale collective c’est sans doute la plus belle bande originale de Komeda, en tout cas la plus complète ». À propos de deux enregistrement de 1963 et 1965 Thierry Jousse écrit qu'il s'agit d'une musique « rugueuse et séduisante, flirtant effectivement avec le quintette de Miles de l’époque tout en ouvrant des fenêtres sur la free-music européenne. »

## Filmographie
- 1958 : Deux hommes et une armoire (court métrage) de Roman Polanski
- 1959 : Quand les anges tombent (Gdy Spadają Anioły) (court métrage) de Roman Polanski
- 1960 : Do widzenia, do jutra de Janusz Morgenstern
- 1960 : Les Innocents charmeurs de Andrzej Wajda
- 1960 : Szklana góra de Paweł Komorowski et Barbara Sass
- 1961 : Le Gros et le Maigre (court métrage) de Roman Polanski
- 1961 : Cmentarz Remu (court métrage documentaire) de Edward Etler
- 1961 : Ambulans (court métrage) de Janusz Morgenstern
- 1962 : Les Mammifères (court métrage) de Roman Polanski
- 1962 : Wyrok de Jerzy Passendorfer
- 1962 : Le Couteau dans l'eau de Roman Polanski
- 1962 : Jutro premiera de Janusz Morgenstern
- 1962 : Mój stary de Janusz Nasfeter
- 1962 : Pistolet typu Walter P-38 (téléfilm) de Edward Etler
- 1963 : Smarkula de Leonard Buczkowski
- 1963 : Hvad med os? de Henning Carlsen
- 1963 : Zbrodniarz i panna de Janusz Nasfeter
- 1963 : Niezawodny sposób de Andrzej Kondratiuk
- 1964 : Ubranie prawie nowe de Wlodzimierz Haupe
- 1964 : Les Plus Belles Escroqueries du monde, segment La Rivière de diamants réalisé par Roman Polanski
- 1964 : Prawo i pies de Jerzy Hoffman et Edward Skórzewski
- 1964 : Przerwany lot de Leonard Buczkowski
- 1965 : Kattorna de Henning Carlsen
- 1965 : Le Pingouin (Pingwin) de Jerzy Stefan Stawinski
- 1966 : Markiza de Pompadour (court métrage)
- 1966 : Wieczór przedswiateczny de Helena Amiradzibi et Jerzy Stefan Stawinski
- 1966 : Perly i dukaty (court métrage) de Józef Hen
- 1966 : Ping-pong (court métrage) de Józef Hen
- 1966 : Niekochana de Janusz Nasfeter
- 1966: La Faim de Henning Carlsen
- 1966 : Cul-de-sac de Roman Polanski
- 1966 : La Barrière de Jerzy Skolimowski
- 1966 : II Rondo (court métrage) de Miroslaw Kijowicz
- 1967 : The Fearless Vampire Killers: Vampires 101 (court métrage) de Michael Mindlin Jr.
- 1967 : Le Départ de Jerzy Skolimowski
- 1967 : Le Bal des vampires de Roman Polanski
- 1967 : Klatki (court métrage) de Miroslaw Kijowicz
- 1967 : Sophie de 6 à 9 de Henning Carlsen
- 1968 : Mia and Roman (documentaire) de Hatami
- 1968 : Rosemary’s baby de Roman Polanski
- 1969 : La Mutinerie de Buzz Kulik
- 1969 : Qu'est-ce qui fait courir Jacky ? (cout métrage) de Witold Leszczynski et Bronka Ricquier

## Nomination
1969 : Nomination pour le Golden Globe de la meilleure musique originale pour Rosemary's Baby